# محمد أباد (دليجان)
محمد أباد (بالفارسية: محمدآباد) هي قرية تقع في مركزي في إيران. يقدر عدد سكانها بـ 5 نسمة.